# Tachyerges salicis
Tachyerges salicis är en skalbaggsart som först beskrevs av Carl von Linné 1758.  Tachyerges salicis ingår i släktet Tachyerges, och familjen vivlar. Arten är reproducerande i Sverige.